# Переволокский сельский совет
Переволокский сельский совет (укр. Переволоцька сільська рада) — входит в состав
Бучачского района
Тернопольской области
Украины.
Административный центр сельского совета находится в 
с. Переволока.

## История
- 1948 — дата образования.

## Населённые пункты совета
- с. Переволока
- с. Курдыбановка